# Samuel Halberstadt
Pour les articles homonymes, voir Halberstadt (homonymie).
Samuel Halberstadt (vers 1700 à Lviv - 24 mai 1753 à Haguenau) est un rabbin français, devenu rabbin de Haguenau (Bas-Rhin), après avoir été expulsé de Prague, en 1744, avec toute la communauté juive de cette ville. Il doit sa position à Haguenau à la recommandation du grand-rabbin de Metz, Jonathan Eybeschutz (de 1741 à 1750).

## Biographie
Samuel Halberstadt est né circa 1700. Il est le fils de Bialeh Zvi Hirsch Harif Halberstadt, né en 1670 à Lvov (Lemberg), Ukraine et de Yente Sarah Rappoport née circa 1675.
Il est l'époux de Yttelé Halberstadt. Elle est née à Haguenau, Bas-Rhin, Alsace circa 1704.
Ils ont un fils, Betzalel, et trois filles, Fromett, Sara Sarelé et Gella :
- Betzalel, né en 1724 et mort en 1793. Il épouse Zerle Meyer de Gunstett (Bas-Rhin). Ils ont 5 enfants[5].
- Frommet, née en 1731 à Prague. Elle épouse David Levy[6].
  - L'époux de Frommet, David Levy est né en 1727 à Haguenau, Bas-Rhin, Alsace. Il est le fils de Hirtzel Levy[7].
    - Ils ont trois enfants : Macholen Levy ; Mindel Levy and Hindel Levy[7].
- Sara Sarelé, aussi connue comme Sara Surelé Samuel, née circa 1736, à Prague et morte à  Nancy (Meurthe-et-Moselle (Lorraine), le 28 février 1820. Elle épouse, en 1752, à Metz Jacob Schweich (1724-1812)[8]. Elle est la mère de Salomon Schweich[9],[10]. 
  - L'époux de Sara, Jacob Schweich  (Schweisch) est le rabbin d' Endingen-Lengnau (Suisse), rabbin de Lorraine  en 1780, grand-rabbin consistorial de Nancy (du 13 avril 1809 jusqu'en 1812). Jacob Schweich est né circa 1724 à Trier (Trèves), en électorat de Trèves,  aujourd'hui Allemagne. 
    - Les Schweich ont trois enfants : une fille, Rossel Schweich, et deux fils, Samuel Schweich (1762-1817) et Salomon Schweich (1769-1837)[11],[12]. Ce dernier est né le 10 février 1769 à Endingen-Lengnau, Suisse et mort le 10 mai 1837 à Lunéville, Meurthe-et-Moselle, Lorraine. Il est négociant et rabbin à Lunéville[13].
- Gella Geller Samuel, mariée en 1748,  à Jacques Abraham Isaac, à Westhouse (Bas-Rhin) et morte le 17 mai 1793. Ils ont une fille, Bella Pauline (Bella Isaac) Reiss, née en 1750 à Westhouse et morte en 1825 à  Mutzig (Bas-Rhin)[11],[14].

### Prague
En 1744, Marie Thérèse d'Autriche ordonne l'expulsion des juifs de Prague. Le rabbin Samuel Halberstadt trouve asile à Haguenau.
L'expulsion des juifs de Prague se fait sous le prétexte de les punir de leur "déloyauté" durant la guerre de Silésie contre les Prussiens. 13 000 juifs quittent la ville l'année suivante.

### Haguenau  (1746-1753)
Samuel Halberstadt avait été l'élève de Jonathan Eybeschutz à Prague. Grand-rabbin de Metz, Eybeschutz aide son disciple, en 1746, dans l'obtention de la position de rabbin de Haguenau
Dans l'ouvrage d'Élie Scheid, de 1885, intitulé : L'Histoire des Juifs de Haguenau, suivi des recensements de 1763, 1784 et 1808, on trouve l'extrait suivant :
"En 1746, il était venu dans la ville un rabbin nommé Samuel Halberstadt, ami d'Eibenschutz [sic], le fameux rabbin de Metz. Il avait été chassé de Prague en compagnie de 20,000 de ses coreligionnaires. La municipalité se montra aussi bienveillante à son égard, qu'elle l'avait été pour les exilés de Pologne en 1667, et elle lui permit de demeurer avec sa femme dans la ville, pendant un an, sans payer de droits de protection. Ce terme écoulé, elle lui continua la même tolérance pour une année. À la mort d*Elie Schwab, il était tout désigné pour le remplacer. Il obtint alors sur sa demande le droit 'de résidence permanente', mais il n'en jouit pas longtemps, car il mourut en 1753."
Dans la Revue des études juives, en 1900, on trouve:
" Samuel Halberstadt, rabbin à Haguenau (Is., Rix.). Expulsé de Prague, il vint à Haguenau en 1745. L'administration municipale l'autorisa à rester à Haguenau pendant une année sans payer le droit de protection; elle lui renouvela cette permission pour l'année suivante. Après la mort d'Élie Schwab, il fut élu rabbin.
"Il est mentionné dans un arrêt du Conseil souverain du 4 août 1749 concernant la manière de prêter serment (Boug, II, 210), et le 8 juin 1753 il fut autorisé par le même Conseil souverain, attendu ses infirmités et son grand âge, à se faire suppléer par le nommé Moysepour faire prêter les serments judiciaires imposé aux Juifs de son district en la manière accoutumée et exercer les fonctions de rabbin en ses lieu et place en cas d'absence, maladie ou légitime empêchement, (Boug, II, 329). Il mourut la même année".
"Il avait un fils, Beçalel, et trois filles (Voir Scheid, Juifs de Haguenau, 67, 68, 75, 82, XXXV, LVII)"'.

## Mort
Samuel Halbertstadt est mort en 1753 à Haguenau et est enterré dans le cimetière juif de cette ville.

## Moïse Mendelsohn
Samuel Halbserstadt correspond avec Moses Mendelssohn (1729-1786),